# Onthophagus comottoi
Onthophagus comottoi är en skalbaggsart som beskrevs av Lansberge 1885. Onthophagus comottoi ingår i släktet Onthophagus och familjen bladhorningar. Inga underarter finns listade i Catalogue of Life.